# Andreas Maurer
Ne doit pas être confondu avec Andreas Haider-Maurer.
Pour les articles homonymes, voir Maurer.
Andreas Maurer, né le 8 mars 1958 à Gelsenkirchen, est un ancien joueur de tennis professionnel allemand.
Il a remporté un titre en simple à Madrid en 1985 et deux en double à Stuttgart en 1984 et à Genève en 1986. Il a entraîné Marc-Kevin Goellner.

## Palmarès

### Titre en simple messieurs
| No | Date       | Nom et lieu du tournoi              | Catégorie | Dotation | Surface      | Finaliste     | Score    |  |
| -- | ---------- | ----------------------------------- | --------- | -------- | ------------ | ------------- | -------- |  |
| 1  | 13-05-1985 | Tournoi de tennis de Madrid, Madrid |           | 80 000 $ | Terre (ext.) | Lawson Duncan | 7-5, 6-2 |  |

### Finales en simple messieurs
| No | Date       | Nom et lieu du tournoi          | Catégorie | Dotation  | Surface      | Vainqueur      | Score              |  |
| -- | ---------- | ------------------------------- | --------- | --------- | ------------ | -------------- | ------------------ |  |
| 1  | 08-07-1985 | Suisse Open, Gstaad             |           | 150 000 $ | Terre (ext.) | Joakim Nyström | 6-4, 1-6, 7-5, 6-3 |  |
| 2  | 22-09-1986 | Trofeo Conde de Godó, Barcelone |           | 220 000 $ | Terre (ext.) | Kent Carlsson  | 6-2, 6-2, 6-0      |  |

### Titres en double messieurs
| No | Date       | Nom et lieu du tournoi | Catégorie | Dotation  | Surface      | Partenaire     | Finalistes                   | Score         |  |
| -- | ---------- | ---------------------- | --------- | --------- | ------------ | -------------- | ---------------------------- | ------------- |  |
| 1  | 16-07-1984 | MercedesCup Stuttgart  |           | 100 000 $ | Terre (ext.) | Sandy Mayer    | Fritz Buehning Ferdi Taygan  | 7-6, 6-4      |  |
| 2  | 08-09-1986 | Martini Open Genève    |           | 231 000 $ | Terre (ext.) | Jörgen Windahl | Gustavo Luza Gustavo Tiberti | 6-4, 3-6, 6-4 |  |

### Finale en double messieurs
| No | Date       | Nom et lieu du tournoi | Catégorie | Dotation | Surface      | Vainqueurs                   | Partenaire    | Score    |  |
| -- | ---------- | ---------------------- | --------- | -------- | ------------ | ---------------------------- | ------------- | -------- |  |
| 1  | 12-07-1982 | MercedesCup Stuttgart  |           | 75 000 $ | Terre (ext.) | Mark Edmondson Brian Teacher | Wolfgang Popp | 6-3, 6-1 |  |

## Autres résultats
- Internationaux de France : huitièmes de finale en 1982 ;
- Tournoi de Wimbledon : huitièmes de finale en 1985.